# النهر الخالد (أغنية)
النهر الخالد قصيدة عربية فصحى من تأليف الشاعر المصري محمود حسن إسماعيل، غناها ولحنها الموسيقار المصري محمد عبد الوهاب، وأُنتِجت عام 1954م.

## فكرة القصيدة
تحكي القصيدة عن عتاقة نهر النيل وارتباط الملاح المصري به خاصةً والمواطن المصري عامةً بصفته أيقونة للقطر المصري على مر العصور، وما ينطوي عليه من أسرار وحكايات ارتبطت بتقاليد وعادات عند قدماء المصريين، وما زالت هذه الأسطورة مرتبطة بالنهر.
تتحدث القصيدة عن جمال ضفاف النهر والنخيل المتواجد على ضفتي النيل، ويناجي الشاعر النهر الذي صوره بأنه يسقي الحب والأغاني، في سردية تتواصل مع عظمة هذا الموصوف.
تتميز القصيدة بكثرة التشبيهات والصور البلاغية، ويتجلى ذلك في تشبيه نهر النيل بشخص يناجيه محمود حسن إسماعيل ويتكلم معه.

## الكلمات
مُسافرٌ زاده الخيالُ ... والسحر والعطر والظلالُ
ظمآن والكأس في يديه ... والحب والفن والجمالُ
شابت على أرضه الليالي ... وضيعت عمرها الجبالُ
ولم يزل ينشدُ الديارَا ... ويسأل الليل والنهارَا
والناس في حبه سكارى ... هاموا على شطه الرحيبِ
آهٍ على سرك الرهيبِ ... وموجك التائه الغريبِ
يانيل يا ساحر الغيوب
يا واهب الخلدِ للزمانِ ... يا ساقي الحبِ والأغاني
هات اسقني واسقني ودعني ... أهيـم كالطير في الجنانِ
يا ليتني موجة فأحكي ... إلى لياليكَ ما شجاني
وأغتدي للرياحِ جارا ... وأسكب النور للحيارى
فإن كواني الهوى وطارَا ... كانت رياح الدجى طبيبِي
آهٍ على سرك الرهيبِ ... وموجك التائه الغريبِ
يانيل يا ساحر الغيوب
سمعت في شطك الجميلِ ... ما قالت الريحُ للنخيلِ
يسبح الطيرُ أم يغني ... ويشرح الحبَ للخميلِ؟
وأغصنٌ تلك أم صبايا ... شربن من خمرة الأصيلِ؟
وزورقٌ بالحنين سارَ ... أم هذه فرحة العذارى؟
تجري وتُجري هــواك نارَا ... حملتُ من سِحرُها نصيبِي
آهٍ على سرك الرهيبِ ... وموجك التائه الغريبِ
يانيل يا ساحر الغيوبِ